# Wei Yi
Dans ce nom chinois, le nom de famille, Wei, précède le nom personnel.
Wei Yi (en chinois : 韦奕) (né le 2 juin 1999 à Wuxi) est un joueur d'échecs chinois.
Il fait partie des enfants prodiges comme Magnus Carlsen et a obtenu le titre de grand maître international en 2013 à treize ans et huit mois et le titre de champion de Chine en 2015, 2016 et 2017.
Au 16 novembre 2024, avec un classement Elo de 2 732, il est le premier joueur chinois et neuvième joueur mondial.

## Biographie
Wei Yi est né le 2 juin 1999  à Wuxi, dans la province du Jiangsu.

## Carrière aux échecs

### Championnats de Chine
En 2007, à 8 ans, Wei Yi participe au groupe B du championnat de Chine d'échecs et obtient une nulle contre le grand maître Zhou Jianchao.
En mars 2014, il finit 4e avec 6,5 points sur 11 (+3 -1 =7) au Championnat national de Chine.
En mai 2015, il remporte le Championnat national de Chine,.
En avril 2016, il remporte pour la deuxième fois le Championnat national de Chine, avec un score de 7.5/11 (+4 =5 -0).
En mai 2017, il remporte pour la troisième fois d'affilée le Championnat national de Chine, avec un score de 8.5/11 (+6 =5 -0).

### Compétitions de jeunes
En 2010, il remporte le Championnat d'Asie de la jeunesse (moins de douze ans) avec 7,5/9 ainsi que le championnat du monde des moins de douze ans de Porto Carras en Sithonie (péninsule Grecque) avec 9,5/11.
Le 19 octobre 2014, il devient vice-champion du monde d'échecs junior avec 9,5 points sur 13 derrière son compatriote chinois Lu Shanglei.

### Grand maître international en 2013
Le 1er mars 2013, il obtient sa dernière norme de grand maître international à l'open de Reykjavik et devient alors à 13 ans, 8 mois et 23 jours le plus jeune grand maître et le 4e plus jeune de l'histoire à obtenir ce titre.
En novembre 2013, il est crédité d'un Elo de 2 604 par la FIDE, ce qui en fait à 14 ans, 4 mois et 30 jours le plus jeune joueur de l'histoire à atteindre les 2 600. Il améliore de 7 mois le précédent record du philippin Wesley So .

### Tournois internationaux

#### 2014
En février 2014 il finit 10-25e avec 7 points sur 10 (+6 -2 =2) au Festival d'échecs de Gibraltar.
En juin 2014, il remporte pour la première fois le León Magistral rapids en battant Paco Vallejo en finale.

#### 2015
Au 1er janvier 2015, à 15 ans, il est 65e mondial et 2e des moins de 20 ans avec un Elo de 2 675.
Le 25 janvier 2015, il remporte la partie « Challengers » du Tournoi de Wijk aan Zee avec 10,5 points sur 13 (8 gains et 5 nulles), gagnant ainsi 20 points Elo.
En mars 2015, il atteint pour la première fois la barre des 2 700 points Elo, avec 2 706, et apparaît à la 44e place mondiale, ce qui en fait le plus jeune joueur à passer la barre des 2 700 devant le record précédemment détenu par Magnus Carlsen (GMI, champion du monde).
Le 1er mai 2015, il est pour la première fois 1er junior avec un Elo de 2 718 et est aussi 33e mondial.
En juin 2015, il remporte pour la deuxième fois le Leon Magistral rapids en battant Maxime Vachier-Lagrave en finale.
En décembre 2015, il remporte le 1er Chess China Kings avec une victoire en finale contre Bu Xiangzhi.

#### 2016
En janvier 2016, il finit 7e sur 14 du tournoi Tata Steel.
En juillet 2016, il termine 3e sur 6 du Bilbao Chess Masters Final, qui inclut cinq joueurs du top 10 mondial : Wesley So, Hikaru Nakamura, Anish Giri, Sergueï Kariakine et Magnus Carlsen.

#### 2017
En janvier 2017, il finit 5e sur 14 du tournoi de Wijk aan Zee.
En juillet 2017, il remporte le Tournoi d'échecs de Danzhou avec un score de 6.5/9, et devant Ding Liren, Vassili Ivantchouk and Yu Yangyi.

#### 2018 et 2019
En août 2018, Wei Yi termine troisième sur huit participants au Tournoi d'échecs de Danzhou, derrière son compatriote Yu Yangyi et Lê Quang Liêm.
En décembre 2019, il parvient en finale du dernier tournoi du Grand Prix FIDE 2019 disputé à Jérusalem. Après avoir battu Anish Giri en huitième de finale, Sergueï Kariakine en quart de finale et David Navara en demi-finale, il perd la finale face à Ian Nepomniachtchi.

#### 2024
En janvier 2024, Wei Yi remporte le tournoi de Wijk aan Zee (Tata Steel Masters) faisant partie du Circuit FIDE  2024 après avoir remporté des mini-matchs de départage contre Nodirbek Abdusattorov et Gukesh D.

### Compétitions par équipe
En avril 2015, il remporte, avec ses partenaires chinois, le championnat du monde d'échecs par équipes. Il jouait sur le 4e échiquier et n'a pas perdu une partie. 
En octobre 2018, avec l’équipe de Chine, il remporte la 43e Olympiade d'échecs.

### Coupes du monde
En août 2013 il participe à la Coupe du monde 2013 et élimine les grands maîtres internationaux que sont Ian Nepomniachtchi au premier tour et Alexeï Chirov au deuxième tour, les deux fois par un gain et une nulle en partie longue.
Il est finalement éliminé au troisième tour par un autre super grand maître, Shakhriyar Mamedyarov, alors 6e mondial, après deux nulles en parties longues et une perte et une nulle au départage.
En octobre 2015, il se qualifie pour les quarts de finale de la Coupe du monde d'échecs 2015, devenant le plus jeune joueur parvenir à ce stade dans l'histoire de la Coupe du monde d'échecs.
| Année | Lieu            | Résultat                         | Ultime adversaire     | Adversaires battus                                           |
| ----- | --------------- | -------------------------------- | --------------------- | ------------------------------------------------------------ |
| 2013  | Tromsø          | troisième tour                   | Shakhriyar Mamedyarov | Ian Nepomniachtchi, Alexeï Chirov                            |
| 2015  | Bakou           | quart de finale (cinquième tour) | Peter Svidler         | Saleh Salem, Youriï Vovk, Aleksandr Arechtchenko, Ding Liren |
| 2017  | Tbilissi        | deuxième tour                    | Richárd Rapport       | Bator Sambuev                                                |
| 2019  | Khanty-Mansiïsk | troisième tour                   | Yu Yangyi             | Miguel Santos Ruiz, David Antón Guijarro                     |
| 2023  | Bakou           | troisième tour                   | Vassili Ivantchouk    | Luis Paulo Supi                                              |

## Exemple de partie
|   | a | b | c | d | e | f | g | h |   |
| 8 | Dame noire sur case noire d8 · Tour noire sur case blanche e8 · Roi noir sur case blanche g8 · Fou noir sur case blanche b7 · Tour noire sur case blanche d7 · Fou noir sur case noire e7 · Pion noir sur case blanche f7 · Pion noir sur case blanche a6 · Pion noir sur case noire d6 · Pion noir sur case blanche g6 · Pion noir sur case blanche b5 · Cavalier noir sur case blanche d5 · Pion noir sur case noire e5 · Pion blanc sur case blanche e4 · Pion blanc sur case noire a3 · Fou blanc sur case blanche d3 · Fou blanc sur case noire e3 · Dame blanche sur case blanche h3 · Pion blanc sur case noire b2 · Pion blanc sur case blanche c2 · Pion blanc sur case blanche g2 · Pion blanc sur case noire h2 · Tour blanche sur case noire e1 · Tour blanche sur case blanche f1 · Roi blanc sur case blanche h1 | Dame noire sur case noire d8 · Tour noire sur case blanche e8 · Roi noir sur case blanche g8 · Fou noir sur case blanche b7 · Tour noire sur case blanche d7 · Fou noir sur case noire e7 · Pion noir sur case blanche f7 · Pion noir sur case blanche a6 · Pion noir sur case noire d6 · Pion noir sur case blanche g6 · Pion noir sur case blanche b5 · Cavalier noir sur case blanche d5 · Pion noir sur case noire e5 · Pion blanc sur case blanche e4 · Pion blanc sur case noire a3 · Fou blanc sur case blanche d3 · Fou blanc sur case noire e3 · Dame blanche sur case blanche h3 · Pion blanc sur case noire b2 · Pion blanc sur case blanche c2 · Pion blanc sur case blanche g2 · Pion blanc sur case noire h2 · Tour blanche sur case noire e1 · Tour blanche sur case blanche f1 · Roi blanc sur case blanche h1 | Dame noire sur case noire d8 · Tour noire sur case blanche e8 · Roi noir sur case blanche g8 · Fou noir sur case blanche b7 · Tour noire sur case blanche d7 · Fou noir sur case noire e7 · Pion noir sur case blanche f7 · Pion noir sur case blanche a6 · Pion noir sur case noire d6 · Pion noir sur case blanche g6 · Pion noir sur case blanche b5 · Cavalier noir sur case blanche d5 · Pion noir sur case noire e5 · Pion blanc sur case blanche e4 · Pion blanc sur case noire a3 · Fou blanc sur case blanche d3 · Fou blanc sur case noire e3 · Dame blanche sur case blanche h3 · Pion blanc sur case noire b2 · Pion blanc sur case blanche c2 · Pion blanc sur case blanche g2 · Pion blanc sur case noire h2 · Tour blanche sur case noire e1 · Tour blanche sur case blanche f1 · Roi blanc sur case blanche h1 | Dame noire sur case noire d8 · Tour noire sur case blanche e8 · Roi noir sur case blanche g8 · Fou noir sur case blanche b7 · Tour noire sur case blanche d7 · Fou noir sur case noire e7 · Pion noir sur case blanche f7 · Pion noir sur case blanche a6 · Pion noir sur case noire d6 · Pion noir sur case blanche g6 · Pion noir sur case blanche b5 · Cavalier noir sur case blanche d5 · Pion noir sur case noire e5 · Pion blanc sur case blanche e4 · Pion blanc sur case noire a3 · Fou blanc sur case blanche d3 · Fou blanc sur case noire e3 · Dame blanche sur case blanche h3 · Pion blanc sur case noire b2 · Pion blanc sur case blanche c2 · Pion blanc sur case blanche g2 · Pion blanc sur case noire h2 · Tour blanche sur case noire e1 · Tour blanche sur case blanche f1 · Roi blanc sur case blanche h1 | Dame noire sur case noire d8 · Tour noire sur case blanche e8 · Roi noir sur case blanche g8 · Fou noir sur case blanche b7 · Tour noire sur case blanche d7 · Fou noir sur case noire e7 · Pion noir sur case blanche f7 · Pion noir sur case blanche a6 · Pion noir sur case noire d6 · Pion noir sur case blanche g6 · Pion noir sur case blanche b5 · Cavalier noir sur case blanche d5 · Pion noir sur case noire e5 · Pion blanc sur case blanche e4 · Pion blanc sur case noire a3 · Fou blanc sur case blanche d3 · Fou blanc sur case noire e3 · Dame blanche sur case blanche h3 · Pion blanc sur case noire b2 · Pion blanc sur case blanche c2 · Pion blanc sur case blanche g2 · Pion blanc sur case noire h2 · Tour blanche sur case noire e1 · Tour blanche sur case blanche f1 · Roi blanc sur case blanche h1 | Dame noire sur case noire d8 · Tour noire sur case blanche e8 · Roi noir sur case blanche g8 · Fou noir sur case blanche b7 · Tour noire sur case blanche d7 · Fou noir sur case noire e7 · Pion noir sur case blanche f7 · Pion noir sur case blanche a6 · Pion noir sur case noire d6 · Pion noir sur case blanche g6 · Pion noir sur case blanche b5 · Cavalier noir sur case blanche d5 · Pion noir sur case noire e5 · Pion blanc sur case blanche e4 · Pion blanc sur case noire a3 · Fou blanc sur case blanche d3 · Fou blanc sur case noire e3 · Dame blanche sur case blanche h3 · Pion blanc sur case noire b2 · Pion blanc sur case blanche c2 · Pion blanc sur case blanche g2 · Pion blanc sur case noire h2 · Tour blanche sur case noire e1 · Tour blanche sur case blanche f1 · Roi blanc sur case blanche h1 | Dame noire sur case noire d8 · Tour noire sur case blanche e8 · Roi noir sur case blanche g8 · Fou noir sur case blanche b7 · Tour noire sur case blanche d7 · Fou noir sur case noire e7 · Pion noir sur case blanche f7 · Pion noir sur case blanche a6 · Pion noir sur case noire d6 · Pion noir sur case blanche g6 · Pion noir sur case blanche b5 · Cavalier noir sur case blanche d5 · Pion noir sur case noire e5 · Pion blanc sur case blanche e4 · Pion blanc sur case noire a3 · Fou blanc sur case blanche d3 · Fou blanc sur case noire e3 · Dame blanche sur case blanche h3 · Pion blanc sur case noire b2 · Pion blanc sur case blanche c2 · Pion blanc sur case blanche g2 · Pion blanc sur case noire h2 · Tour blanche sur case noire e1 · Tour blanche sur case blanche f1 · Roi blanc sur case blanche h1 | Dame noire sur case noire d8 · Tour noire sur case blanche e8 · Roi noir sur case blanche g8 · Fou noir sur case blanche b7 · Tour noire sur case blanche d7 · Fou noir sur case noire e7 · Pion noir sur case blanche f7 · Pion noir sur case blanche a6 · Pion noir sur case noire d6 · Pion noir sur case blanche g6 · Pion noir sur case blanche b5 · Cavalier noir sur case blanche d5 · Pion noir sur case noire e5 · Pion blanc sur case blanche e4 · Pion blanc sur case noire a3 · Fou blanc sur case blanche d3 · Fou blanc sur case noire e3 · Dame blanche sur case blanche h3 · Pion blanc sur case noire b2 · Pion blanc sur case blanche c2 · Pion blanc sur case blanche g2 · Pion blanc sur case noire h2 · Tour blanche sur case noire e1 · Tour blanche sur case blanche f1 · Roi blanc sur case blanche h1 | 8 |
| 7 | Dame noire sur case noire d8 · Tour noire sur case blanche e8 · Roi noir sur case blanche g8 · Fou noir sur case blanche b7 · Tour noire sur case blanche d7 · Fou noir sur case noire e7 · Pion noir sur case blanche f7 · Pion noir sur case blanche a6 · Pion noir sur case noire d6 · Pion noir sur case blanche g6 · Pion noir sur case blanche b5 · Cavalier noir sur case blanche d5 · Pion noir sur case noire e5 · Pion blanc sur case blanche e4 · Pion blanc sur case noire a3 · Fou blanc sur case blanche d3 · Fou blanc sur case noire e3 · Dame blanche sur case blanche h3 · Pion blanc sur case noire b2 · Pion blanc sur case blanche c2 · Pion blanc sur case blanche g2 · Pion blanc sur case noire h2 · Tour blanche sur case noire e1 · Tour blanche sur case blanche f1 · Roi blanc sur case blanche h1 | Dame noire sur case noire d8 · Tour noire sur case blanche e8 · Roi noir sur case blanche g8 · Fou noir sur case blanche b7 · Tour noire sur case blanche d7 · Fou noir sur case noire e7 · Pion noir sur case blanche f7 · Pion noir sur case blanche a6 · Pion noir sur case noire d6 · Pion noir sur case blanche g6 · Pion noir sur case blanche b5 · Cavalier noir sur case blanche d5 · Pion noir sur case noire e5 · Pion blanc sur case blanche e4 · Pion blanc sur case noire a3 · Fou blanc sur case blanche d3 · Fou blanc sur case noire e3 · Dame blanche sur case blanche h3 · Pion blanc sur case noire b2 · Pion blanc sur case blanche c2 · Pion blanc sur case blanche g2 · Pion blanc sur case noire h2 · Tour blanche sur case noire e1 · Tour blanche sur case blanche f1 · Roi blanc sur case blanche h1 | Dame noire sur case noire d8 · Tour noire sur case blanche e8 · Roi noir sur case blanche g8 · Fou noir sur case blanche b7 · Tour noire sur case blanche d7 · Fou noir sur case noire e7 · Pion noir sur case blanche f7 · Pion noir sur case blanche a6 · Pion noir sur case noire d6 · Pion noir sur case blanche g6 · Pion noir sur case blanche b5 · Cavalier noir sur case blanche d5 · Pion noir sur case noire e5 · Pion blanc sur case blanche e4 · Pion blanc sur case noire a3 · Fou blanc sur case blanche d3 · Fou blanc sur case noire e3 · Dame blanche sur case blanche h3 · Pion blanc sur case noire b2 · Pion blanc sur case blanche c2 · Pion blanc sur case blanche g2 · Pion blanc sur case noire h2 · Tour blanche sur case noire e1 · Tour blanche sur case blanche f1 · Roi blanc sur case blanche h1 | Dame noire sur case noire d8 · Tour noire sur case blanche e8 · Roi noir sur case blanche g8 · Fou noir sur case blanche b7 · Tour noire sur case blanche d7 · Fou noir sur case noire e7 · Pion noir sur case blanche f7 · Pion noir sur case blanche a6 · Pion noir sur case noire d6 · Pion noir sur case blanche g6 · Pion noir sur case blanche b5 · Cavalier noir sur case blanche d5 · Pion noir sur case noire e5 · Pion blanc sur case blanche e4 · Pion blanc sur case noire a3 · Fou blanc sur case blanche d3 · Fou blanc sur case noire e3 · Dame blanche sur case blanche h3 · Pion blanc sur case noire b2 · Pion blanc sur case blanche c2 · Pion blanc sur case blanche g2 · Pion blanc sur case noire h2 · Tour blanche sur case noire e1 · Tour blanche sur case blanche f1 · Roi blanc sur case blanche h1 | Dame noire sur case noire d8 · Tour noire sur case blanche e8 · Roi noir sur case blanche g8 · Fou noir sur case blanche b7 · Tour noire sur case blanche d7 · Fou noir sur case noire e7 · Pion noir sur case blanche f7 · Pion noir sur case blanche a6 · Pion noir sur case noire d6 · Pion noir sur case blanche g6 · Pion noir sur case blanche b5 · Cavalier noir sur case blanche d5 · Pion noir sur case noire e5 · Pion blanc sur case blanche e4 · Pion blanc sur case noire a3 · Fou blanc sur case blanche d3 · Fou blanc sur case noire e3 · Dame blanche sur case blanche h3 · Pion blanc sur case noire b2 · Pion blanc sur case blanche c2 · Pion blanc sur case blanche g2 · Pion blanc sur case noire h2 · Tour blanche sur case noire e1 · Tour blanche sur case blanche f1 · Roi blanc sur case blanche h1 | Dame noire sur case noire d8 · Tour noire sur case blanche e8 · Roi noir sur case blanche g8 · Fou noir sur case blanche b7 · Tour noire sur case blanche d7 · Fou noir sur case noire e7 · Pion noir sur case blanche f7 · Pion noir sur case blanche a6 · Pion noir sur case noire d6 · Pion noir sur case blanche g6 · Pion noir sur case blanche b5 · Cavalier noir sur case blanche d5 · Pion noir sur case noire e5 · Pion blanc sur case blanche e4 · Pion blanc sur case noire a3 · Fou blanc sur case blanche d3 · Fou blanc sur case noire e3 · Dame blanche sur case blanche h3 · Pion blanc sur case noire b2 · Pion blanc sur case blanche c2 · Pion blanc sur case blanche g2 · Pion blanc sur case noire h2 · Tour blanche sur case noire e1 · Tour blanche sur case blanche f1 · Roi blanc sur case blanche h1 | Dame noire sur case noire d8 · Tour noire sur case blanche e8 · Roi noir sur case blanche g8 · Fou noir sur case blanche b7 · Tour noire sur case blanche d7 · Fou noir sur case noire e7 · Pion noir sur case blanche f7 · Pion noir sur case blanche a6 · Pion noir sur case noire d6 · Pion noir sur case blanche g6 · Pion noir sur case blanche b5 · Cavalier noir sur case blanche d5 · Pion noir sur case noire e5 · Pion blanc sur case blanche e4 · Pion blanc sur case noire a3 · Fou blanc sur case blanche d3 · Fou blanc sur case noire e3 · Dame blanche sur case blanche h3 · Pion blanc sur case noire b2 · Pion blanc sur case blanche c2 · Pion blanc sur case blanche g2 · Pion blanc sur case noire h2 · Tour blanche sur case noire e1 · Tour blanche sur case blanche f1 · Roi blanc sur case blanche h1 | Dame noire sur case noire d8 · Tour noire sur case blanche e8 · Roi noir sur case blanche g8 · Fou noir sur case blanche b7 · Tour noire sur case blanche d7 · Fou noir sur case noire e7 · Pion noir sur case blanche f7 · Pion noir sur case blanche a6 · Pion noir sur case noire d6 · Pion noir sur case blanche g6 · Pion noir sur case blanche b5 · Cavalier noir sur case blanche d5 · Pion noir sur case noire e5 · Pion blanc sur case blanche e4 · Pion blanc sur case noire a3 · Fou blanc sur case blanche d3 · Fou blanc sur case noire e3 · Dame blanche sur case blanche h3 · Pion blanc sur case noire b2 · Pion blanc sur case blanche c2 · Pion blanc sur case blanche g2 · Pion blanc sur case noire h2 · Tour blanche sur case noire e1 · Tour blanche sur case blanche f1 · Roi blanc sur case blanche h1 | 7 |
| 6 | Dame noire sur case noire d8 · Tour noire sur case blanche e8 · Roi noir sur case blanche g8 · Fou noir sur case blanche b7 · Tour noire sur case blanche d7 · Fou noir sur case noire e7 · Pion noir sur case blanche f7 · Pion noir sur case blanche a6 · Pion noir sur case noire d6 · Pion noir sur case blanche g6 · Pion noir sur case blanche b5 · Cavalier noir sur case blanche d5 · Pion noir sur case noire e5 · Pion blanc sur case blanche e4 · Pion blanc sur case noire a3 · Fou blanc sur case blanche d3 · Fou blanc sur case noire e3 · Dame blanche sur case blanche h3 · Pion blanc sur case noire b2 · Pion blanc sur case blanche c2 · Pion blanc sur case blanche g2 · Pion blanc sur case noire h2 · Tour blanche sur case noire e1 · Tour blanche sur case blanche f1 · Roi blanc sur case blanche h1 | Dame noire sur case noire d8 · Tour noire sur case blanche e8 · Roi noir sur case blanche g8 · Fou noir sur case blanche b7 · Tour noire sur case blanche d7 · Fou noir sur case noire e7 · Pion noir sur case blanche f7 · Pion noir sur case blanche a6 · Pion noir sur case noire d6 · Pion noir sur case blanche g6 · Pion noir sur case blanche b5 · Cavalier noir sur case blanche d5 · Pion noir sur case noire e5 · Pion blanc sur case blanche e4 · Pion blanc sur case noire a3 · Fou blanc sur case blanche d3 · Fou blanc sur case noire e3 · Dame blanche sur case blanche h3 · Pion blanc sur case noire b2 · Pion blanc sur case blanche c2 · Pion blanc sur case blanche g2 · Pion blanc sur case noire h2 · Tour blanche sur case noire e1 · Tour blanche sur case blanche f1 · Roi blanc sur case blanche h1 | Dame noire sur case noire d8 · Tour noire sur case blanche e8 · Roi noir sur case blanche g8 · Fou noir sur case blanche b7 · Tour noire sur case blanche d7 · Fou noir sur case noire e7 · Pion noir sur case blanche f7 · Pion noir sur case blanche a6 · Pion noir sur case noire d6 · Pion noir sur case blanche g6 · Pion noir sur case blanche b5 · Cavalier noir sur case blanche d5 · Pion noir sur case noire e5 · Pion blanc sur case blanche e4 · Pion blanc sur case noire a3 · Fou blanc sur case blanche d3 · Fou blanc sur case noire e3 · Dame blanche sur case blanche h3 · Pion blanc sur case noire b2 · Pion blanc sur case blanche c2 · Pion blanc sur case blanche g2 · Pion blanc sur case noire h2 · Tour blanche sur case noire e1 · Tour blanche sur case blanche f1 · Roi blanc sur case blanche h1 | Dame noire sur case noire d8 · Tour noire sur case blanche e8 · Roi noir sur case blanche g8 · Fou noir sur case blanche b7 · Tour noire sur case blanche d7 · Fou noir sur case noire e7 · Pion noir sur case blanche f7 · Pion noir sur case blanche a6 · Pion noir sur case noire d6 · Pion noir sur case blanche g6 · Pion noir sur case blanche b5 · Cavalier noir sur case blanche d5 · Pion noir sur case noire e5 · Pion blanc sur case blanche e4 · Pion blanc sur case noire a3 · Fou blanc sur case blanche d3 · Fou blanc sur case noire e3 · Dame blanche sur case blanche h3 · Pion blanc sur case noire b2 · Pion blanc sur case blanche c2 · Pion blanc sur case blanche g2 · Pion blanc sur case noire h2 · Tour blanche sur case noire e1 · Tour blanche sur case blanche f1 · Roi blanc sur case blanche h1 | Dame noire sur case noire d8 · Tour noire sur case blanche e8 · Roi noir sur case blanche g8 · Fou noir sur case blanche b7 · Tour noire sur case blanche d7 · Fou noir sur case noire e7 · Pion noir sur case blanche f7 · Pion noir sur case blanche a6 · Pion noir sur case noire d6 · Pion noir sur case blanche g6 · Pion noir sur case blanche b5 · Cavalier noir sur case blanche d5 · Pion noir sur case noire e5 · Pion blanc sur case blanche e4 · Pion blanc sur case noire a3 · Fou blanc sur case blanche d3 · Fou blanc sur case noire e3 · Dame blanche sur case blanche h3 · Pion blanc sur case noire b2 · Pion blanc sur case blanche c2 · Pion blanc sur case blanche g2 · Pion blanc sur case noire h2 · Tour blanche sur case noire e1 · Tour blanche sur case blanche f1 · Roi blanc sur case blanche h1 | Dame noire sur case noire d8 · Tour noire sur case blanche e8 · Roi noir sur case blanche g8 · Fou noir sur case blanche b7 · Tour noire sur case blanche d7 · Fou noir sur case noire e7 · Pion noir sur case blanche f7 · Pion noir sur case blanche a6 · Pion noir sur case noire d6 · Pion noir sur case blanche g6 · Pion noir sur case blanche b5 · Cavalier noir sur case blanche d5 · Pion noir sur case noire e5 · Pion blanc sur case blanche e4 · Pion blanc sur case noire a3 · Fou blanc sur case blanche d3 · Fou blanc sur case noire e3 · Dame blanche sur case blanche h3 · Pion blanc sur case noire b2 · Pion blanc sur case blanche c2 · Pion blanc sur case blanche g2 · Pion blanc sur case noire h2 · Tour blanche sur case noire e1 · Tour blanche sur case blanche f1 · Roi blanc sur case blanche h1 | Dame noire sur case noire d8 · Tour noire sur case blanche e8 · Roi noir sur case blanche g8 · Fou noir sur case blanche b7 · Tour noire sur case blanche d7 · Fou noir sur case noire e7 · Pion noir sur case blanche f7 · Pion noir sur case blanche a6 · Pion noir sur case noire d6 · Pion noir sur case blanche g6 · Pion noir sur case blanche b5 · Cavalier noir sur case blanche d5 · Pion noir sur case noire e5 · Pion blanc sur case blanche e4 · Pion blanc sur case noire a3 · Fou blanc sur case blanche d3 · Fou blanc sur case noire e3 · Dame blanche sur case blanche h3 · Pion blanc sur case noire b2 · Pion blanc sur case blanche c2 · Pion blanc sur case blanche g2 · Pion blanc sur case noire h2 · Tour blanche sur case noire e1 · Tour blanche sur case blanche f1 · Roi blanc sur case blanche h1 | Dame noire sur case noire d8 · Tour noire sur case blanche e8 · Roi noir sur case blanche g8 · Fou noir sur case blanche b7 · Tour noire sur case blanche d7 · Fou noir sur case noire e7 · Pion noir sur case blanche f7 · Pion noir sur case blanche a6 · Pion noir sur case noire d6 · Pion noir sur case blanche g6 · Pion noir sur case blanche b5 · Cavalier noir sur case blanche d5 · Pion noir sur case noire e5 · Pion blanc sur case blanche e4 · Pion blanc sur case noire a3 · Fou blanc sur case blanche d3 · Fou blanc sur case noire e3 · Dame blanche sur case blanche h3 · Pion blanc sur case noire b2 · Pion blanc sur case blanche c2 · Pion blanc sur case blanche g2 · Pion blanc sur case noire h2 · Tour blanche sur case noire e1 · Tour blanche sur case blanche f1 · Roi blanc sur case blanche h1 | 6 |
| 5 | Dame noire sur case noire d8 · Tour noire sur case blanche e8 · Roi noir sur case blanche g8 · Fou noir sur case blanche b7 · Tour noire sur case blanche d7 · Fou noir sur case noire e7 · Pion noir sur case blanche f7 · Pion noir sur case blanche a6 · Pion noir sur case noire d6 · Pion noir sur case blanche g6 · Pion noir sur case blanche b5 · Cavalier noir sur case blanche d5 · Pion noir sur case noire e5 · Pion blanc sur case blanche e4 · Pion blanc sur case noire a3 · Fou blanc sur case blanche d3 · Fou blanc sur case noire e3 · Dame blanche sur case blanche h3 · Pion blanc sur case noire b2 · Pion blanc sur case blanche c2 · Pion blanc sur case blanche g2 · Pion blanc sur case noire h2 · Tour blanche sur case noire e1 · Tour blanche sur case blanche f1 · Roi blanc sur case blanche h1 | Dame noire sur case noire d8 · Tour noire sur case blanche e8 · Roi noir sur case blanche g8 · Fou noir sur case blanche b7 · Tour noire sur case blanche d7 · Fou noir sur case noire e7 · Pion noir sur case blanche f7 · Pion noir sur case blanche a6 · Pion noir sur case noire d6 · Pion noir sur case blanche g6 · Pion noir sur case blanche b5 · Cavalier noir sur case blanche d5 · Pion noir sur case noire e5 · Pion blanc sur case blanche e4 · Pion blanc sur case noire a3 · Fou blanc sur case blanche d3 · Fou blanc sur case noire e3 · Dame blanche sur case blanche h3 · Pion blanc sur case noire b2 · Pion blanc sur case blanche c2 · Pion blanc sur case blanche g2 · Pion blanc sur case noire h2 · Tour blanche sur case noire e1 · Tour blanche sur case blanche f1 · Roi blanc sur case blanche h1 | Dame noire sur case noire d8 · Tour noire sur case blanche e8 · Roi noir sur case blanche g8 · Fou noir sur case blanche b7 · Tour noire sur case blanche d7 · Fou noir sur case noire e7 · Pion noir sur case blanche f7 · Pion noir sur case blanche a6 · Pion noir sur case noire d6 · Pion noir sur case blanche g6 · Pion noir sur case blanche b5 · Cavalier noir sur case blanche d5 · Pion noir sur case noire e5 · Pion blanc sur case blanche e4 · Pion blanc sur case noire a3 · Fou blanc sur case blanche d3 · Fou blanc sur case noire e3 · Dame blanche sur case blanche h3 · Pion blanc sur case noire b2 · Pion blanc sur case blanche c2 · Pion blanc sur case blanche g2 · Pion blanc sur case noire h2 · Tour blanche sur case noire e1 · Tour blanche sur case blanche f1 · Roi blanc sur case blanche h1 | Dame noire sur case noire d8 · Tour noire sur case blanche e8 · Roi noir sur case blanche g8 · Fou noir sur case blanche b7 · Tour noire sur case blanche d7 · Fou noir sur case noire e7 · Pion noir sur case blanche f7 · Pion noir sur case blanche a6 · Pion noir sur case noire d6 · Pion noir sur case blanche g6 · Pion noir sur case blanche b5 · Cavalier noir sur case blanche d5 · Pion noir sur case noire e5 · Pion blanc sur case blanche e4 · Pion blanc sur case noire a3 · Fou blanc sur case blanche d3 · Fou blanc sur case noire e3 · Dame blanche sur case blanche h3 · Pion blanc sur case noire b2 · Pion blanc sur case blanche c2 · Pion blanc sur case blanche g2 · Pion blanc sur case noire h2 · Tour blanche sur case noire e1 · Tour blanche sur case blanche f1 · Roi blanc sur case blanche h1 | Dame noire sur case noire d8 · Tour noire sur case blanche e8 · Roi noir sur case blanche g8 · Fou noir sur case blanche b7 · Tour noire sur case blanche d7 · Fou noir sur case noire e7 · Pion noir sur case blanche f7 · Pion noir sur case blanche a6 · Pion noir sur case noire d6 · Pion noir sur case blanche g6 · Pion noir sur case blanche b5 · Cavalier noir sur case blanche d5 · Pion noir sur case noire e5 · Pion blanc sur case blanche e4 · Pion blanc sur case noire a3 · Fou blanc sur case blanche d3 · Fou blanc sur case noire e3 · Dame blanche sur case blanche h3 · Pion blanc sur case noire b2 · Pion blanc sur case blanche c2 · Pion blanc sur case blanche g2 · Pion blanc sur case noire h2 · Tour blanche sur case noire e1 · Tour blanche sur case blanche f1 · Roi blanc sur case blanche h1 | Dame noire sur case noire d8 · Tour noire sur case blanche e8 · Roi noir sur case blanche g8 · Fou noir sur case blanche b7 · Tour noire sur case blanche d7 · Fou noir sur case noire e7 · Pion noir sur case blanche f7 · Pion noir sur case blanche a6 · Pion noir sur case noire d6 · Pion noir sur case blanche g6 · Pion noir sur case blanche b5 · Cavalier noir sur case blanche d5 · Pion noir sur case noire e5 · Pion blanc sur case blanche e4 · Pion blanc sur case noire a3 · Fou blanc sur case blanche d3 · Fou blanc sur case noire e3 · Dame blanche sur case blanche h3 · Pion blanc sur case noire b2 · Pion blanc sur case blanche c2 · Pion blanc sur case blanche g2 · Pion blanc sur case noire h2 · Tour blanche sur case noire e1 · Tour blanche sur case blanche f1 · Roi blanc sur case blanche h1 | Dame noire sur case noire d8 · Tour noire sur case blanche e8 · Roi noir sur case blanche g8 · Fou noir sur case blanche b7 · Tour noire sur case blanche d7 · Fou noir sur case noire e7 · Pion noir sur case blanche f7 · Pion noir sur case blanche a6 · Pion noir sur case noire d6 · Pion noir sur case blanche g6 · Pion noir sur case blanche b5 · Cavalier noir sur case blanche d5 · Pion noir sur case noire e5 · Pion blanc sur case blanche e4 · Pion blanc sur case noire a3 · Fou blanc sur case blanche d3 · Fou blanc sur case noire e3 · Dame blanche sur case blanche h3 · Pion blanc sur case noire b2 · Pion blanc sur case blanche c2 · Pion blanc sur case blanche g2 · Pion blanc sur case noire h2 · Tour blanche sur case noire e1 · Tour blanche sur case blanche f1 · Roi blanc sur case blanche h1 | Dame noire sur case noire d8 · Tour noire sur case blanche e8 · Roi noir sur case blanche g8 · Fou noir sur case blanche b7 · Tour noire sur case blanche d7 · Fou noir sur case noire e7 · Pion noir sur case blanche f7 · Pion noir sur case blanche a6 · Pion noir sur case noire d6 · Pion noir sur case blanche g6 · Pion noir sur case blanche b5 · Cavalier noir sur case blanche d5 · Pion noir sur case noire e5 · Pion blanc sur case blanche e4 · Pion blanc sur case noire a3 · Fou blanc sur case blanche d3 · Fou blanc sur case noire e3 · Dame blanche sur case blanche h3 · Pion blanc sur case noire b2 · Pion blanc sur case blanche c2 · Pion blanc sur case blanche g2 · Pion blanc sur case noire h2 · Tour blanche sur case noire e1 · Tour blanche sur case blanche f1 · Roi blanc sur case blanche h1 | 5 |
| 4 | Dame noire sur case noire d8 · Tour noire sur case blanche e8 · Roi noir sur case blanche g8 · Fou noir sur case blanche b7 · Tour noire sur case blanche d7 · Fou noir sur case noire e7 · Pion noir sur case blanche f7 · Pion noir sur case blanche a6 · Pion noir sur case noire d6 · Pion noir sur case blanche g6 · Pion noir sur case blanche b5 · Cavalier noir sur case blanche d5 · Pion noir sur case noire e5 · Pion blanc sur case blanche e4 · Pion blanc sur case noire a3 · Fou blanc sur case blanche d3 · Fou blanc sur case noire e3 · Dame blanche sur case blanche h3 · Pion blanc sur case noire b2 · Pion blanc sur case blanche c2 · Pion blanc sur case blanche g2 · Pion blanc sur case noire h2 · Tour blanche sur case noire e1 · Tour blanche sur case blanche f1 · Roi blanc sur case blanche h1 | Dame noire sur case noire d8 · Tour noire sur case blanche e8 · Roi noir sur case blanche g8 · Fou noir sur case blanche b7 · Tour noire sur case blanche d7 · Fou noir sur case noire e7 · Pion noir sur case blanche f7 · Pion noir sur case blanche a6 · Pion noir sur case noire d6 · Pion noir sur case blanche g6 · Pion noir sur case blanche b5 · Cavalier noir sur case blanche d5 · Pion noir sur case noire e5 · Pion blanc sur case blanche e4 · Pion blanc sur case noire a3 · Fou blanc sur case blanche d3 · Fou blanc sur case noire e3 · Dame blanche sur case blanche h3 · Pion blanc sur case noire b2 · Pion blanc sur case blanche c2 · Pion blanc sur case blanche g2 · Pion blanc sur case noire h2 · Tour blanche sur case noire e1 · Tour blanche sur case blanche f1 · Roi blanc sur case blanche h1 | Dame noire sur case noire d8 · Tour noire sur case blanche e8 · Roi noir sur case blanche g8 · Fou noir sur case blanche b7 · Tour noire sur case blanche d7 · Fou noir sur case noire e7 · Pion noir sur case blanche f7 · Pion noir sur case blanche a6 · Pion noir sur case noire d6 · Pion noir sur case blanche g6 · Pion noir sur case blanche b5 · Cavalier noir sur case blanche d5 · Pion noir sur case noire e5 · Pion blanc sur case blanche e4 · Pion blanc sur case noire a3 · Fou blanc sur case blanche d3 · Fou blanc sur case noire e3 · Dame blanche sur case blanche h3 · Pion blanc sur case noire b2 · Pion blanc sur case blanche c2 · Pion blanc sur case blanche g2 · Pion blanc sur case noire h2 · Tour blanche sur case noire e1 · Tour blanche sur case blanche f1 · Roi blanc sur case blanche h1 | Dame noire sur case noire d8 · Tour noire sur case blanche e8 · Roi noir sur case blanche g8 · Fou noir sur case blanche b7 · Tour noire sur case blanche d7 · Fou noir sur case noire e7 · Pion noir sur case blanche f7 · Pion noir sur case blanche a6 · Pion noir sur case noire d6 · Pion noir sur case blanche g6 · Pion noir sur case blanche b5 · Cavalier noir sur case blanche d5 · Pion noir sur case noire e5 · Pion blanc sur case blanche e4 · Pion blanc sur case noire a3 · Fou blanc sur case blanche d3 · Fou blanc sur case noire e3 · Dame blanche sur case blanche h3 · Pion blanc sur case noire b2 · Pion blanc sur case blanche c2 · Pion blanc sur case blanche g2 · Pion blanc sur case noire h2 · Tour blanche sur case noire e1 · Tour blanche sur case blanche f1 · Roi blanc sur case blanche h1 | Dame noire sur case noire d8 · Tour noire sur case blanche e8 · Roi noir sur case blanche g8 · Fou noir sur case blanche b7 · Tour noire sur case blanche d7 · Fou noir sur case noire e7 · Pion noir sur case blanche f7 · Pion noir sur case blanche a6 · Pion noir sur case noire d6 · Pion noir sur case blanche g6 · Pion noir sur case blanche b5 · Cavalier noir sur case blanche d5 · Pion noir sur case noire e5 · Pion blanc sur case blanche e4 · Pion blanc sur case noire a3 · Fou blanc sur case blanche d3 · Fou blanc sur case noire e3 · Dame blanche sur case blanche h3 · Pion blanc sur case noire b2 · Pion blanc sur case blanche c2 · Pion blanc sur case blanche g2 · Pion blanc sur case noire h2 · Tour blanche sur case noire e1 · Tour blanche sur case blanche f1 · Roi blanc sur case blanche h1 | Dame noire sur case noire d8 · Tour noire sur case blanche e8 · Roi noir sur case blanche g8 · Fou noir sur case blanche b7 · Tour noire sur case blanche d7 · Fou noir sur case noire e7 · Pion noir sur case blanche f7 · Pion noir sur case blanche a6 · Pion noir sur case noire d6 · Pion noir sur case blanche g6 · Pion noir sur case blanche b5 · Cavalier noir sur case blanche d5 · Pion noir sur case noire e5 · Pion blanc sur case blanche e4 · Pion blanc sur case noire a3 · Fou blanc sur case blanche d3 · Fou blanc sur case noire e3 · Dame blanche sur case blanche h3 · Pion blanc sur case noire b2 · Pion blanc sur case blanche c2 · Pion blanc sur case blanche g2 · Pion blanc sur case noire h2 · Tour blanche sur case noire e1 · Tour blanche sur case blanche f1 · Roi blanc sur case blanche h1 | Dame noire sur case noire d8 · Tour noire sur case blanche e8 · Roi noir sur case blanche g8 · Fou noir sur case blanche b7 · Tour noire sur case blanche d7 · Fou noir sur case noire e7 · Pion noir sur case blanche f7 · Pion noir sur case blanche a6 · Pion noir sur case noire d6 · Pion noir sur case blanche g6 · Pion noir sur case blanche b5 · Cavalier noir sur case blanche d5 · Pion noir sur case noire e5 · Pion blanc sur case blanche e4 · Pion blanc sur case noire a3 · Fou blanc sur case blanche d3 · Fou blanc sur case noire e3 · Dame blanche sur case blanche h3 · Pion blanc sur case noire b2 · Pion blanc sur case blanche c2 · Pion blanc sur case blanche g2 · Pion blanc sur case noire h2 · Tour blanche sur case noire e1 · Tour blanche sur case blanche f1 · Roi blanc sur case blanche h1 | Dame noire sur case noire d8 · Tour noire sur case blanche e8 · Roi noir sur case blanche g8 · Fou noir sur case blanche b7 · Tour noire sur case blanche d7 · Fou noir sur case noire e7 · Pion noir sur case blanche f7 · Pion noir sur case blanche a6 · Pion noir sur case noire d6 · Pion noir sur case blanche g6 · Pion noir sur case blanche b5 · Cavalier noir sur case blanche d5 · Pion noir sur case noire e5 · Pion blanc sur case blanche e4 · Pion blanc sur case noire a3 · Fou blanc sur case blanche d3 · Fou blanc sur case noire e3 · Dame blanche sur case blanche h3 · Pion blanc sur case noire b2 · Pion blanc sur case blanche c2 · Pion blanc sur case blanche g2 · Pion blanc sur case noire h2 · Tour blanche sur case noire e1 · Tour blanche sur case blanche f1 · Roi blanc sur case blanche h1 | 4 |
| 3 | Dame noire sur case noire d8 · Tour noire sur case blanche e8 · Roi noir sur case blanche g8 · Fou noir sur case blanche b7 · Tour noire sur case blanche d7 · Fou noir sur case noire e7 · Pion noir sur case blanche f7 · Pion noir sur case blanche a6 · Pion noir sur case noire d6 · Pion noir sur case blanche g6 · Pion noir sur case blanche b5 · Cavalier noir sur case blanche d5 · Pion noir sur case noire e5 · Pion blanc sur case blanche e4 · Pion blanc sur case noire a3 · Fou blanc sur case blanche d3 · Fou blanc sur case noire e3 · Dame blanche sur case blanche h3 · Pion blanc sur case noire b2 · Pion blanc sur case blanche c2 · Pion blanc sur case blanche g2 · Pion blanc sur case noire h2 · Tour blanche sur case noire e1 · Tour blanche sur case blanche f1 · Roi blanc sur case blanche h1 | Dame noire sur case noire d8 · Tour noire sur case blanche e8 · Roi noir sur case blanche g8 · Fou noir sur case blanche b7 · Tour noire sur case blanche d7 · Fou noir sur case noire e7 · Pion noir sur case blanche f7 · Pion noir sur case blanche a6 · Pion noir sur case noire d6 · Pion noir sur case blanche g6 · Pion noir sur case blanche b5 · Cavalier noir sur case blanche d5 · Pion noir sur case noire e5 · Pion blanc sur case blanche e4 · Pion blanc sur case noire a3 · Fou blanc sur case blanche d3 · Fou blanc sur case noire e3 · Dame blanche sur case blanche h3 · Pion blanc sur case noire b2 · Pion blanc sur case blanche c2 · Pion blanc sur case blanche g2 · Pion blanc sur case noire h2 · Tour blanche sur case noire e1 · Tour blanche sur case blanche f1 · Roi blanc sur case blanche h1 | Dame noire sur case noire d8 · Tour noire sur case blanche e8 · Roi noir sur case blanche g8 · Fou noir sur case blanche b7 · Tour noire sur case blanche d7 · Fou noir sur case noire e7 · Pion noir sur case blanche f7 · Pion noir sur case blanche a6 · Pion noir sur case noire d6 · Pion noir sur case blanche g6 · Pion noir sur case blanche b5 · Cavalier noir sur case blanche d5 · Pion noir sur case noire e5 · Pion blanc sur case blanche e4 · Pion blanc sur case noire a3 · Fou blanc sur case blanche d3 · Fou blanc sur case noire e3 · Dame blanche sur case blanche h3 · Pion blanc sur case noire b2 · Pion blanc sur case blanche c2 · Pion blanc sur case blanche g2 · Pion blanc sur case noire h2 · Tour blanche sur case noire e1 · Tour blanche sur case blanche f1 · Roi blanc sur case blanche h1 | Dame noire sur case noire d8 · Tour noire sur case blanche e8 · Roi noir sur case blanche g8 · Fou noir sur case blanche b7 · Tour noire sur case blanche d7 · Fou noir sur case noire e7 · Pion noir sur case blanche f7 · Pion noir sur case blanche a6 · Pion noir sur case noire d6 · Pion noir sur case blanche g6 · Pion noir sur case blanche b5 · Cavalier noir sur case blanche d5 · Pion noir sur case noire e5 · Pion blanc sur case blanche e4 · Pion blanc sur case noire a3 · Fou blanc sur case blanche d3 · Fou blanc sur case noire e3 · Dame blanche sur case blanche h3 · Pion blanc sur case noire b2 · Pion blanc sur case blanche c2 · Pion blanc sur case blanche g2 · Pion blanc sur case noire h2 · Tour blanche sur case noire e1 · Tour blanche sur case blanche f1 · Roi blanc sur case blanche h1 | Dame noire sur case noire d8 · Tour noire sur case blanche e8 · Roi noir sur case blanche g8 · Fou noir sur case blanche b7 · Tour noire sur case blanche d7 · Fou noir sur case noire e7 · Pion noir sur case blanche f7 · Pion noir sur case blanche a6 · Pion noir sur case noire d6 · Pion noir sur case blanche g6 · Pion noir sur case blanche b5 · Cavalier noir sur case blanche d5 · Pion noir sur case noire e5 · Pion blanc sur case blanche e4 · Pion blanc sur case noire a3 · Fou blanc sur case blanche d3 · Fou blanc sur case noire e3 · Dame blanche sur case blanche h3 · Pion blanc sur case noire b2 · Pion blanc sur case blanche c2 · Pion blanc sur case blanche g2 · Pion blanc sur case noire h2 · Tour blanche sur case noire e1 · Tour blanche sur case blanche f1 · Roi blanc sur case blanche h1 | Dame noire sur case noire d8 · Tour noire sur case blanche e8 · Roi noir sur case blanche g8 · Fou noir sur case blanche b7 · Tour noire sur case blanche d7 · Fou noir sur case noire e7 · Pion noir sur case blanche f7 · Pion noir sur case blanche a6 · Pion noir sur case noire d6 · Pion noir sur case blanche g6 · Pion noir sur case blanche b5 · Cavalier noir sur case blanche d5 · Pion noir sur case noire e5 · Pion blanc sur case blanche e4 · Pion blanc sur case noire a3 · Fou blanc sur case blanche d3 · Fou blanc sur case noire e3 · Dame blanche sur case blanche h3 · Pion blanc sur case noire b2 · Pion blanc sur case blanche c2 · Pion blanc sur case blanche g2 · Pion blanc sur case noire h2 · Tour blanche sur case noire e1 · Tour blanche sur case blanche f1 · Roi blanc sur case blanche h1 | Dame noire sur case noire d8 · Tour noire sur case blanche e8 · Roi noir sur case blanche g8 · Fou noir sur case blanche b7 · Tour noire sur case blanche d7 · Fou noir sur case noire e7 · Pion noir sur case blanche f7 · Pion noir sur case blanche a6 · Pion noir sur case noire d6 · Pion noir sur case blanche g6 · Pion noir sur case blanche b5 · Cavalier noir sur case blanche d5 · Pion noir sur case noire e5 · Pion blanc sur case blanche e4 · Pion blanc sur case noire a3 · Fou blanc sur case blanche d3 · Fou blanc sur case noire e3 · Dame blanche sur case blanche h3 · Pion blanc sur case noire b2 · Pion blanc sur case blanche c2 · Pion blanc sur case blanche g2 · Pion blanc sur case noire h2 · Tour blanche sur case noire e1 · Tour blanche sur case blanche f1 · Roi blanc sur case blanche h1 | Dame noire sur case noire d8 · Tour noire sur case blanche e8 · Roi noir sur case blanche g8 · Fou noir sur case blanche b7 · Tour noire sur case blanche d7 · Fou noir sur case noire e7 · Pion noir sur case blanche f7 · Pion noir sur case blanche a6 · Pion noir sur case noire d6 · Pion noir sur case blanche g6 · Pion noir sur case blanche b5 · Cavalier noir sur case blanche d5 · Pion noir sur case noire e5 · Pion blanc sur case blanche e4 · Pion blanc sur case noire a3 · Fou blanc sur case blanche d3 · Fou blanc sur case noire e3 · Dame blanche sur case blanche h3 · Pion blanc sur case noire b2 · Pion blanc sur case blanche c2 · Pion blanc sur case blanche g2 · Pion blanc sur case noire h2 · Tour blanche sur case noire e1 · Tour blanche sur case blanche f1 · Roi blanc sur case blanche h1 | 3 |
| 2 | Dame noire sur case noire d8 · Tour noire sur case blanche e8 · Roi noir sur case blanche g8 · Fou noir sur case blanche b7 · Tour noire sur case blanche d7 · Fou noir sur case noire e7 · Pion noir sur case blanche f7 · Pion noir sur case blanche a6 · Pion noir sur case noire d6 · Pion noir sur case blanche g6 · Pion noir sur case blanche b5 · Cavalier noir sur case blanche d5 · Pion noir sur case noire e5 · Pion blanc sur case blanche e4 · Pion blanc sur case noire a3 · Fou blanc sur case blanche d3 · Fou blanc sur case noire e3 · Dame blanche sur case blanche h3 · Pion blanc sur case noire b2 · Pion blanc sur case blanche c2 · Pion blanc sur case blanche g2 · Pion blanc sur case noire h2 · Tour blanche sur case noire e1 · Tour blanche sur case blanche f1 · Roi blanc sur case blanche h1 | Dame noire sur case noire d8 · Tour noire sur case blanche e8 · Roi noir sur case blanche g8 · Fou noir sur case blanche b7 · Tour noire sur case blanche d7 · Fou noir sur case noire e7 · Pion noir sur case blanche f7 · Pion noir sur case blanche a6 · Pion noir sur case noire d6 · Pion noir sur case blanche g6 · Pion noir sur case blanche b5 · Cavalier noir sur case blanche d5 · Pion noir sur case noire e5 · Pion blanc sur case blanche e4 · Pion blanc sur case noire a3 · Fou blanc sur case blanche d3 · Fou blanc sur case noire e3 · Dame blanche sur case blanche h3 · Pion blanc sur case noire b2 · Pion blanc sur case blanche c2 · Pion blanc sur case blanche g2 · Pion blanc sur case noire h2 · Tour blanche sur case noire e1 · Tour blanche sur case blanche f1 · Roi blanc sur case blanche h1 | Dame noire sur case noire d8 · Tour noire sur case blanche e8 · Roi noir sur case blanche g8 · Fou noir sur case blanche b7 · Tour noire sur case blanche d7 · Fou noir sur case noire e7 · Pion noir sur case blanche f7 · Pion noir sur case blanche a6 · Pion noir sur case noire d6 · Pion noir sur case blanche g6 · Pion noir sur case blanche b5 · Cavalier noir sur case blanche d5 · Pion noir sur case noire e5 · Pion blanc sur case blanche e4 · Pion blanc sur case noire a3 · Fou blanc sur case blanche d3 · Fou blanc sur case noire e3 · Dame blanche sur case blanche h3 · Pion blanc sur case noire b2 · Pion blanc sur case blanche c2 · Pion blanc sur case blanche g2 · Pion blanc sur case noire h2 · Tour blanche sur case noire e1 · Tour blanche sur case blanche f1 · Roi blanc sur case blanche h1 | Dame noire sur case noire d8 · Tour noire sur case blanche e8 · Roi noir sur case blanche g8 · Fou noir sur case blanche b7 · Tour noire sur case blanche d7 · Fou noir sur case noire e7 · Pion noir sur case blanche f7 · Pion noir sur case blanche a6 · Pion noir sur case noire d6 · Pion noir sur case blanche g6 · Pion noir sur case blanche b5 · Cavalier noir sur case blanche d5 · Pion noir sur case noire e5 · Pion blanc sur case blanche e4 · Pion blanc sur case noire a3 · Fou blanc sur case blanche d3 · Fou blanc sur case noire e3 · Dame blanche sur case blanche h3 · Pion blanc sur case noire b2 · Pion blanc sur case blanche c2 · Pion blanc sur case blanche g2 · Pion blanc sur case noire h2 · Tour blanche sur case noire e1 · Tour blanche sur case blanche f1 · Roi blanc sur case blanche h1 | Dame noire sur case noire d8 · Tour noire sur case blanche e8 · Roi noir sur case blanche g8 · Fou noir sur case blanche b7 · Tour noire sur case blanche d7 · Fou noir sur case noire e7 · Pion noir sur case blanche f7 · Pion noir sur case blanche a6 · Pion noir sur case noire d6 · Pion noir sur case blanche g6 · Pion noir sur case blanche b5 · Cavalier noir sur case blanche d5 · Pion noir sur case noire e5 · Pion blanc sur case blanche e4 · Pion blanc sur case noire a3 · Fou blanc sur case blanche d3 · Fou blanc sur case noire e3 · Dame blanche sur case blanche h3 · Pion blanc sur case noire b2 · Pion blanc sur case blanche c2 · Pion blanc sur case blanche g2 · Pion blanc sur case noire h2 · Tour blanche sur case noire e1 · Tour blanche sur case blanche f1 · Roi blanc sur case blanche h1 | Dame noire sur case noire d8 · Tour noire sur case blanche e8 · Roi noir sur case blanche g8 · Fou noir sur case blanche b7 · Tour noire sur case blanche d7 · Fou noir sur case noire e7 · Pion noir sur case blanche f7 · Pion noir sur case blanche a6 · Pion noir sur case noire d6 · Pion noir sur case blanche g6 · Pion noir sur case blanche b5 · Cavalier noir sur case blanche d5 · Pion noir sur case noire e5 · Pion blanc sur case blanche e4 · Pion blanc sur case noire a3 · Fou blanc sur case blanche d3 · Fou blanc sur case noire e3 · Dame blanche sur case blanche h3 · Pion blanc sur case noire b2 · Pion blanc sur case blanche c2 · Pion blanc sur case blanche g2 · Pion blanc sur case noire h2 · Tour blanche sur case noire e1 · Tour blanche sur case blanche f1 · Roi blanc sur case blanche h1 | Dame noire sur case noire d8 · Tour noire sur case blanche e8 · Roi noir sur case blanche g8 · Fou noir sur case blanche b7 · Tour noire sur case blanche d7 · Fou noir sur case noire e7 · Pion noir sur case blanche f7 · Pion noir sur case blanche a6 · Pion noir sur case noire d6 · Pion noir sur case blanche g6 · Pion noir sur case blanche b5 · Cavalier noir sur case blanche d5 · Pion noir sur case noire e5 · Pion blanc sur case blanche e4 · Pion blanc sur case noire a3 · Fou blanc sur case blanche d3 · Fou blanc sur case noire e3 · Dame blanche sur case blanche h3 · Pion blanc sur case noire b2 · Pion blanc sur case blanche c2 · Pion blanc sur case blanche g2 · Pion blanc sur case noire h2 · Tour blanche sur case noire e1 · Tour blanche sur case blanche f1 · Roi blanc sur case blanche h1 | Dame noire sur case noire d8 · Tour noire sur case blanche e8 · Roi noir sur case blanche g8 · Fou noir sur case blanche b7 · Tour noire sur case blanche d7 · Fou noir sur case noire e7 · Pion noir sur case blanche f7 · Pion noir sur case blanche a6 · Pion noir sur case noire d6 · Pion noir sur case blanche g6 · Pion noir sur case blanche b5 · Cavalier noir sur case blanche d5 · Pion noir sur case noire e5 · Pion blanc sur case blanche e4 · Pion blanc sur case noire a3 · Fou blanc sur case blanche d3 · Fou blanc sur case noire e3 · Dame blanche sur case blanche h3 · Pion blanc sur case noire b2 · Pion blanc sur case blanche c2 · Pion blanc sur case blanche g2 · Pion blanc sur case noire h2 · Tour blanche sur case noire e1 · Tour blanche sur case blanche f1 · Roi blanc sur case blanche h1 | 2 |
| 1 | Dame noire sur case noire d8 · Tour noire sur case blanche e8 · Roi noir sur case blanche g8 · Fou noir sur case blanche b7 · Tour noire sur case blanche d7 · Fou noir sur case noire e7 · Pion noir sur case blanche f7 · Pion noir sur case blanche a6 · Pion noir sur case noire d6 · Pion noir sur case blanche g6 · Pion noir sur case blanche b5 · Cavalier noir sur case blanche d5 · Pion noir sur case noire e5 · Pion blanc sur case blanche e4 · Pion blanc sur case noire a3 · Fou blanc sur case blanche d3 · Fou blanc sur case noire e3 · Dame blanche sur case blanche h3 · Pion blanc sur case noire b2 · Pion blanc sur case blanche c2 · Pion blanc sur case blanche g2 · Pion blanc sur case noire h2 · Tour blanche sur case noire e1 · Tour blanche sur case blanche f1 · Roi blanc sur case blanche h1 | Dame noire sur case noire d8 · Tour noire sur case blanche e8 · Roi noir sur case blanche g8 · Fou noir sur case blanche b7 · Tour noire sur case blanche d7 · Fou noir sur case noire e7 · Pion noir sur case blanche f7 · Pion noir sur case blanche a6 · Pion noir sur case noire d6 · Pion noir sur case blanche g6 · Pion noir sur case blanche b5 · Cavalier noir sur case blanche d5 · Pion noir sur case noire e5 · Pion blanc sur case blanche e4 · Pion blanc sur case noire a3 · Fou blanc sur case blanche d3 · Fou blanc sur case noire e3 · Dame blanche sur case blanche h3 · Pion blanc sur case noire b2 · Pion blanc sur case blanche c2 · Pion blanc sur case blanche g2 · Pion blanc sur case noire h2 · Tour blanche sur case noire e1 · Tour blanche sur case blanche f1 · Roi blanc sur case blanche h1 | Dame noire sur case noire d8 · Tour noire sur case blanche e8 · Roi noir sur case blanche g8 · Fou noir sur case blanche b7 · Tour noire sur case blanche d7 · Fou noir sur case noire e7 · Pion noir sur case blanche f7 · Pion noir sur case blanche a6 · Pion noir sur case noire d6 · Pion noir sur case blanche g6 · Pion noir sur case blanche b5 · Cavalier noir sur case blanche d5 · Pion noir sur case noire e5 · Pion blanc sur case blanche e4 · Pion blanc sur case noire a3 · Fou blanc sur case blanche d3 · Fou blanc sur case noire e3 · Dame blanche sur case blanche h3 · Pion blanc sur case noire b2 · Pion blanc sur case blanche c2 · Pion blanc sur case blanche g2 · Pion blanc sur case noire h2 · Tour blanche sur case noire e1 · Tour blanche sur case blanche f1 · Roi blanc sur case blanche h1 | Dame noire sur case noire d8 · Tour noire sur case blanche e8 · Roi noir sur case blanche g8 · Fou noir sur case blanche b7 · Tour noire sur case blanche d7 · Fou noir sur case noire e7 · Pion noir sur case blanche f7 · Pion noir sur case blanche a6 · Pion noir sur case noire d6 · Pion noir sur case blanche g6 · Pion noir sur case blanche b5 · Cavalier noir sur case blanche d5 · Pion noir sur case noire e5 · Pion blanc sur case blanche e4 · Pion blanc sur case noire a3 · Fou blanc sur case blanche d3 · Fou blanc sur case noire e3 · Dame blanche sur case blanche h3 · Pion blanc sur case noire b2 · Pion blanc sur case blanche c2 · Pion blanc sur case blanche g2 · Pion blanc sur case noire h2 · Tour blanche sur case noire e1 · Tour blanche sur case blanche f1 · Roi blanc sur case blanche h1 | Dame noire sur case noire d8 · Tour noire sur case blanche e8 · Roi noir sur case blanche g8 · Fou noir sur case blanche b7 · Tour noire sur case blanche d7 · Fou noir sur case noire e7 · Pion noir sur case blanche f7 · Pion noir sur case blanche a6 · Pion noir sur case noire d6 · Pion noir sur case blanche g6 · Pion noir sur case blanche b5 · Cavalier noir sur case blanche d5 · Pion noir sur case noire e5 · Pion blanc sur case blanche e4 · Pion blanc sur case noire a3 · Fou blanc sur case blanche d3 · Fou blanc sur case noire e3 · Dame blanche sur case blanche h3 · Pion blanc sur case noire b2 · Pion blanc sur case blanche c2 · Pion blanc sur case blanche g2 · Pion blanc sur case noire h2 · Tour blanche sur case noire e1 · Tour blanche sur case blanche f1 · Roi blanc sur case blanche h1 | Dame noire sur case noire d8 · Tour noire sur case blanche e8 · Roi noir sur case blanche g8 · Fou noir sur case blanche b7 · Tour noire sur case blanche d7 · Fou noir sur case noire e7 · Pion noir sur case blanche f7 · Pion noir sur case blanche a6 · Pion noir sur case noire d6 · Pion noir sur case blanche g6 · Pion noir sur case blanche b5 · Cavalier noir sur case blanche d5 · Pion noir sur case noire e5 · Pion blanc sur case blanche e4 · Pion blanc sur case noire a3 · Fou blanc sur case blanche d3 · Fou blanc sur case noire e3 · Dame blanche sur case blanche h3 · Pion blanc sur case noire b2 · Pion blanc sur case blanche c2 · Pion blanc sur case blanche g2 · Pion blanc sur case noire h2 · Tour blanche sur case noire e1 · Tour blanche sur case blanche f1 · Roi blanc sur case blanche h1 | Dame noire sur case noire d8 · Tour noire sur case blanche e8 · Roi noir sur case blanche g8 · Fou noir sur case blanche b7 · Tour noire sur case blanche d7 · Fou noir sur case noire e7 · Pion noir sur case blanche f7 · Pion noir sur case blanche a6 · Pion noir sur case noire d6 · Pion noir sur case blanche g6 · Pion noir sur case blanche b5 · Cavalier noir sur case blanche d5 · Pion noir sur case noire e5 · Pion blanc sur case blanche e4 · Pion blanc sur case noire a3 · Fou blanc sur case blanche d3 · Fou blanc sur case noire e3 · Dame blanche sur case blanche h3 · Pion blanc sur case noire b2 · Pion blanc sur case blanche c2 · Pion blanc sur case blanche g2 · Pion blanc sur case noire h2 · Tour blanche sur case noire e1 · Tour blanche sur case blanche f1 · Roi blanc sur case blanche h1 | Dame noire sur case noire d8 · Tour noire sur case blanche e8 · Roi noir sur case blanche g8 · Fou noir sur case blanche b7 · Tour noire sur case blanche d7 · Fou noir sur case noire e7 · Pion noir sur case blanche f7 · Pion noir sur case blanche a6 · Pion noir sur case noire d6 · Pion noir sur case blanche g6 · Pion noir sur case blanche b5 · Cavalier noir sur case blanche d5 · Pion noir sur case noire e5 · Pion blanc sur case blanche e4 · Pion blanc sur case noire a3 · Fou blanc sur case blanche d3 · Fou blanc sur case noire e3 · Dame blanche sur case blanche h3 · Pion blanc sur case noire b2 · Pion blanc sur case blanche c2 · Pion blanc sur case blanche g2 · Pion blanc sur case noire h2 · Tour blanche sur case noire e1 · Tour blanche sur case blanche f1 · Roi blanc sur case blanche h1 | 1 |
|   | a | b | c | d | e | f | g | h |   |

En juillet 2015, lors du sixième tournoi de Danzhou, Wei Yi remporta contre Batista Bruzon (GMI) une partie considérée par beaucoup d'observateurs comme immortelle. Dans cette partie, à l'aide d'un sacrifice de tour puis de fou, les Blancs leurrent le roi noir vers le centre puis l'acculent sur la case h3. Cette partie a été remarquée notamment par les coups calmes qui se succèdent durant la poursuite du roi noir: 26.Df7!, 29.Db3!, 31.Dd3! et le dernier coup 36. Fe1!
1. e4 c5 2. Cf3 e6 3. Cc3 a6 4. Fe2 Cc6 5. d4 cxd4 6. Cxd4 Dc7 7. O-O Cf6 8. Fe3 Fe7 9. f4 d6 10. Rh1 O-O 11. De1 Cxd4 12. Fxd4 b5 13. Dg3 Fb7 14. a3 Tad8 15. Tae1 Td7 16. Fd3 Dd8 17. Dh3 g6 18. f5 e5 19. Fe3 Te8 20. fxg6 hxg6 21. Cd5 Cxd5 22. Txf7 Rxf7 23. Dh7+ Re6 24. exd5+ Rxd5 25. Fe4+ Rxe4 26. Df7 Ff6 27. Fd2+ Rd4 28. Fe3+ Re4 29. Db3 Rf5 30. Tf1+ Rg4 31. Dd3 Fxg2+ 32. Rxg2 Da8+ 33. Rg1 Fg5 34. De2+ Rh4 35. Ff2+ Rh3 36. Fe1 1-0

## Source de la traduction
- (en) Cet article est partiellement ou en totalité issu de l’article de Wikipédia en anglais intitulé « Wei Yi » (voir la liste des auteurs).

| Rang | Nom                       | Fédération  | Classement Elo | Né en |
| ---- | ------------------------- | ----------- | -------------- | ----- |
| 1    | Magnus Carlsen            | Norvège     | 2 839          | 1990  |
| 2    | Hikaru Nakamura           | États-Unis  | 2 807          | 1987  |
| 3    | Fabiano Caruana           | États-Unis  | 2 784          | 1992  |
| 4    | Rameshbabu Praggnanandhaa | Inde        | 2 779          | 2005  |
| 5    | Erigaisi Arjun            | Inde        | 2 776          | 2003  |
| 6    | Dommaraju Gukesh          | Inde        | 2 776          | 2006  |
| 7    | Nodirbek Abdusattorov     | Ouzbékistan | 2 771          | 2004  |
| 8    | Alireza Firouzja          | France      | 2 766          | 2003  |
| 9    | Wei Yi                    | Chine       | 2 753          | 1999  |
| 10   | Anish Giri                | Pays-Bas    | 2 748          | 1994  |

Source : (en) « Top 100 mixte », sur Fédération internationale des échecs, 1er août 2025